# جام خیریه انگلستان ۲۰۱۹
جام خیریه انگلستان نود و هفتمین، سوپر جام فوتبال انگلستان بین دو تیم لیورپول و منچستر سیتی در ورزشگاه ومبلی لندن برگزار شد. منچستر سیتی در ضربات پنالتی لیورپول را شکست داده و قهرمان جام شد.